# Bryce McCall
Bryce McCall (Regina, 4 agosto 1988) è un ex giocatore di football americano canadese, che ha giocato come defensive back.
Dopo aver giocato per la squadra universitaria canadese dei Saskatchewan Huskies non è stato selezionato nel Draft CFL 2012 e ha firmato con i Saskatchewan Roughriders come undrafted free agent nel 2013.